# Adnan

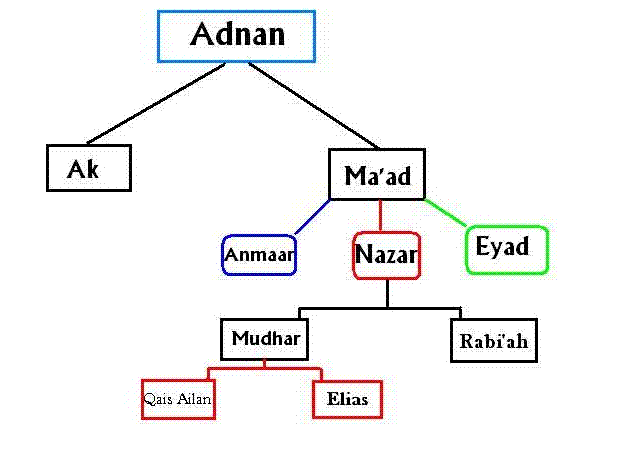

Adnan ( árabe : عدنان ) es el antepasado tradicional de los árabes Adnanitas del Norte, Oeste y Centro-Oeste Saudita, a diferencia de los Qahtaní que son del sur y el sureste de Arabia y que descienden de Qahtan.

## Origen
Según la tradición, Adnan es el padre de un grupo de árabes ismaelitas que habitaban el oeste y norte de Arabia. Se cree por los genealogistas árabes que Adnan es el padre de muchas tribus ismaelitas a lo largo de la costa occidental de Arabia, el norte de Arabia y de Irak.